# Bulbophyllum sandersonii
Bulbophyllum sandersonii é uma espécie de orquídea (família Orchidaceae) pertencente ao gênero Bulbophyllum. Foi descrita por Joseph Dalton Hooker e Heinrich Gustav Reichenbach em 1878.